# Villasbuenas (kommunhuvudort)
Villasbuenas är en kommunhuvudort i Spanien.   Den ligger i provinsen Provincia de Salamanca och regionen Kastilien och Leon, i den nordvästra delen av landet, 250 km väster om huvudstaden Madrid. Villasbuenas ligger 734 meter över havet och antalet invånare är 269.
Terrängen runt Villasbuenas är platt åt nordost, men åt sydväst är den kuperad. Runt Villasbuenas är det mycket glesbefolkat, med 7 invånare per kvadratkilometer. Närmaste större samhälle är Vitigudino, 14,8 km öster om Villasbuenas. Trakten runt Villasbuenas består i huvudsak av gräsmarker.